# Architecture de la ligne 81 du tramway de Bruxelles
Cette page reprend une partie des bâtiments remarquables se trouvant sur le trajet de la ligne 81 du tramway de Bruxelles.

## Historique et Développement du tracé
En 1914, la mise en service d’un nouveau tronçon de voies entre la place Sainte-Croix (plus connue sous le nom actuel de Flagey) et la porte de Tervueren entraîne la renumérotation des lignes existantes 51 et 52, respectivement en 81 et 82, tandis qu’une nouvelle ligne 83 voit le jour. La ligne 51, créée en 1910 et longue de 12,5 km, reliait l’église de Laeken à la place de Bethléem par les boulevards centraux. Elle fut prolongée en 1913 jusqu’à la place Sainte-Croix à Ixelles. Les couleurs de la plaque indicatrice du 51 seront conservées pour la plaque du 81 (blanc-vert).
La ligne 81 connaîtra des prolongations occasionnelles jusqu’au plateau du Heysel, avec notamment l’Exposition Universelle de Bruxelles de 1935. Le parcours se poursuivra depuis la place Emile Bockstael jusqu’à la gare des Grands Palais. Lors de l’Expo 58, le 81 desservira la nouvelle gare « Esplanade » implantée à l’avenue de Meysse. Dès 1977, on constate des renforts systématiques entre Rogier et Heysel lors d’événements ou salons importants au Heysel. En 1953, le 81 étend son parcours de la porte de Tervueren jusqu’au square Montgomery (ancien rond-point Saint-Michel, rebaptisé en 1953). En 2006, une modification du tracé a eu lieu autour de la place Flagey. Cinquième phase du « Plan Directeur Tram »(redéploiement du réseau par la STIB et la Région)
En 2007, la ligne 81 adopte le code-couleur mauve. Elle relie toujours le Heysel à Montgomery, mais est détournée par la petite ceinture Ouest entre le cimetière de Jette et la gare du Midi, au détriment de l’axe nord-sud et de la place Bockstael. Sixième phase du « Plan Directeur Tram ». Le 30 juin 2008, la ligne 81 est une nouvelle fois modifiée à partir de la Gare du Midi et rejoint le terminus Marius Renard à Anderlecht, reprenant ainsi partiellement l’itinéraire de la ligne 56 « Gare de Schaerbeek - Marius Renard ». Le 81 retrouve alors son code-couleur vert foncé.

## Architecture autour de la ligne 81 (Marius Renard- Montgomery)

### Parc Astrid
- 1911

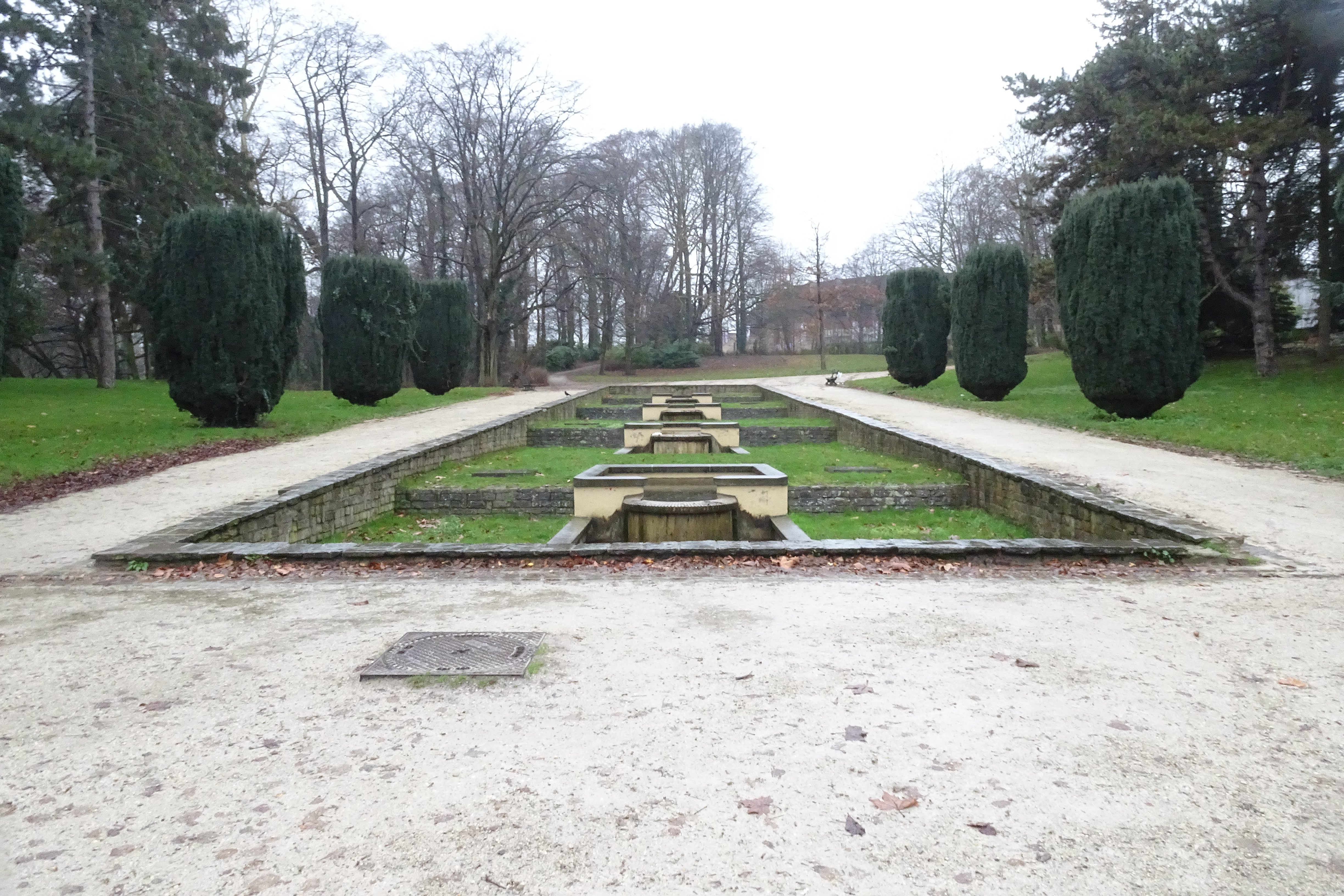
Parc Astrid (Bruxelles).

- Rond-Point du Meir, 1070 Anderlecht
- Public
- Parc paysager

Initialement appelé Parc d’Anderlecht (ou parc du Meir) lors de sa création en 1911 , le parc est renommé en hommage à la Reine Astrid peu après sa mort, en 1935. Les aménagements paysagers du parc sont dessinés en 1926 par l’architecte paysagiste Jules Buyssens, et les travaux sont réalisés entre 1928 et 1948. Le parc occupe une superficie de 15 hectares et se développe entre le centre d’Anderlecht et Neerpede. Occupée à l’origine par une maison de campagne d’inspiration palladienne (datée de 1873), la parcelle est rachetée par la commune d’Anderlecht en 1906. L’ancienne maison est louée par la commune en 1911 pour y installer la “Laiterie”, un café et restaurant destiné aux promeneurs. Ce bâtiment change plusieurs fois de fonctions avant d’être finalement détruit en 1986, à la suite des travaux d’extension du RSCA, qui s’implante dans le parc en 1914 et ne cesse de s’agrandir. Le relief du parc est très accidenté, avec une mise en valeur des dénivellations et ondulations du terrain.
Les vues plongeantes vers l’étang sont nombreuses, et un belvédère occupe le point le plus élevé de la butte. Le parc compte en outre une centaine de bancs et une quarantaine d’arbres remarquables, certains originaires de l’ancienne maison de campagne, d’autres plantés par Buyssens. Une plaine de jeux avec pyramides de cordes et une piste de pétanque sont également disponibles. La création de ce parc a joué un rôle urbanistique important pour la commune Anderlecht, puisqu’il a constitué un point de départ à l’implantation de nombreuses belles demeures, notamment Art Déco autour du quartier Meir jusque dans les années 1920,.

### Justice de Paix
- 1893

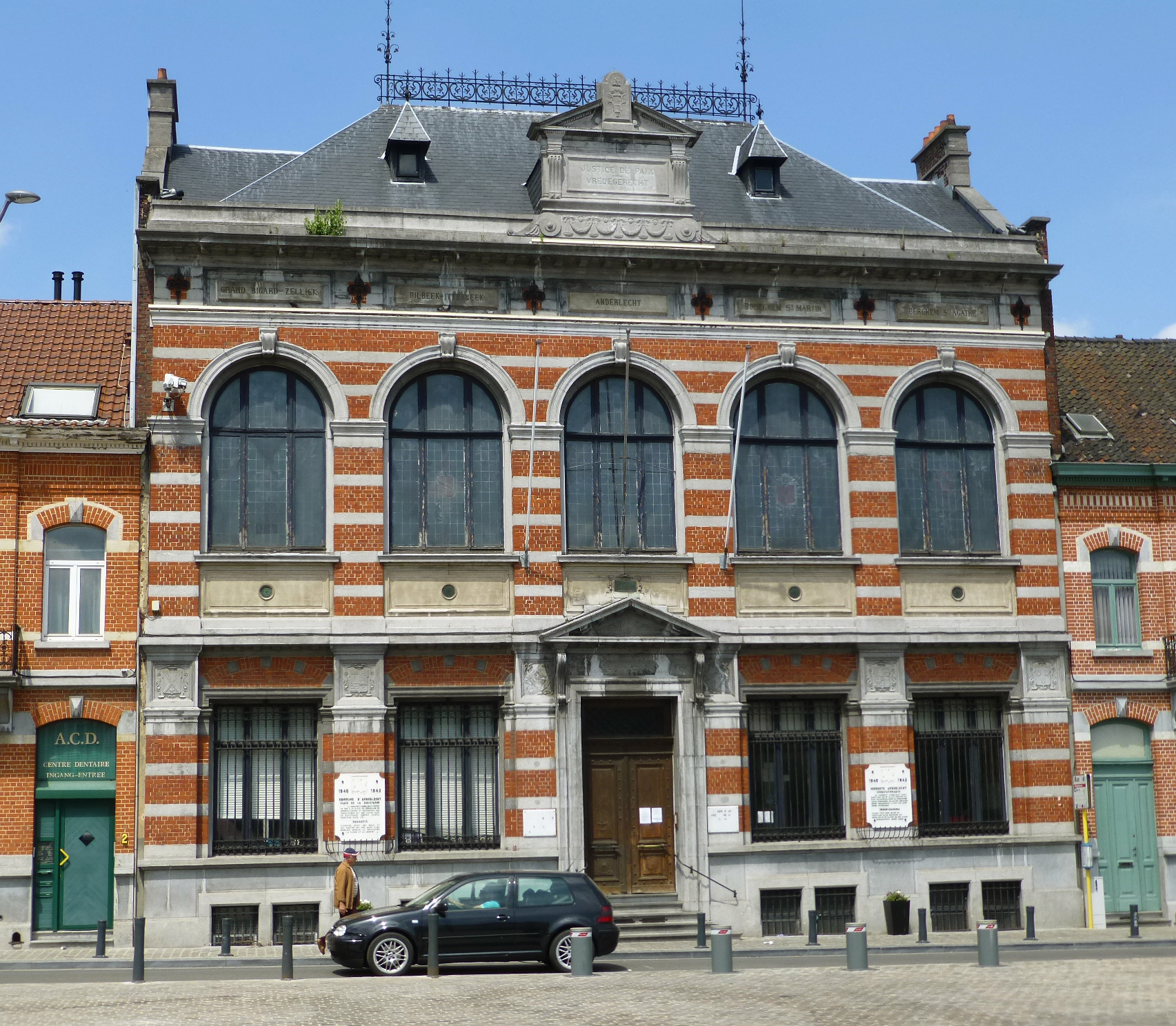
Bâtiment Justice de paix d'Anderlecht.

- Place de la Résistance 3, 1070 Anderlecht
- Public
- Justice de paix

En 1890, du fait de l’importance démographique, économique et industrielle que la commune avait progressivement acquise jusqu’à la fin du XIXe siècle, Anderlecht devient chef-lieu de canton de Justice de Paix. La loi précise que “Dilbeek, Itter-beek, Bodeghem-Saint-Martin, Berchem Sainte-Agathe, Grand-Bigard, Zellick (...) formeront un nouveau canton de justice de paix avec Anderlecht pour chef-lieu ». La justice de paix s’installe momentanément au 4 rue Van Lint avant de se voir offrir en 1891, par les époux Wayez-De Linte, un terrain sur la place de la Résistance (anciennement rue Wayez). Les lois linguistiques de 1963 conduisent au retrait des communes néerlandophones du canton d’Anderlecht, seules les communes d’Anderlecht et Berchem Sainte-Agathe en dépendent encore aujourd’hui.
Les plans sont dessinés par l’architecte communal Ernest S’Jonghers, qui dessine également les parcelles voisines pour assurer l’équilibre de la place. La façade est de style Néo-Renaissance flamande, le style de l’époque, et se veut être un “signal urbanistique fort” de par sa symétrie. La façade, en brique et pierre bleue, compte 5 travées. Les baies du premier étage sont en arc en plein cintre. De petites ouvertures sont également percées dans le soubassement en pierre bleue. L’entrée principale, au centre, est surmontée d’un fronton sur lequel apparaissent les noms des communes qui étaient liées au canton d’Anderlecht. La salle d’audience du premier étage est réputée comme une des plus belles de la région bruxelloise. Outre de grands vitraux et d’un plafond pourvu de poutrelles d’acier ornementées, elle contient également “tout un mobilier significatif du décorum propre aux sentences marginales”,.

### COOP
- 1903
- Quai Demets, 1070 Anderlecht
- Privé
- Meunerie

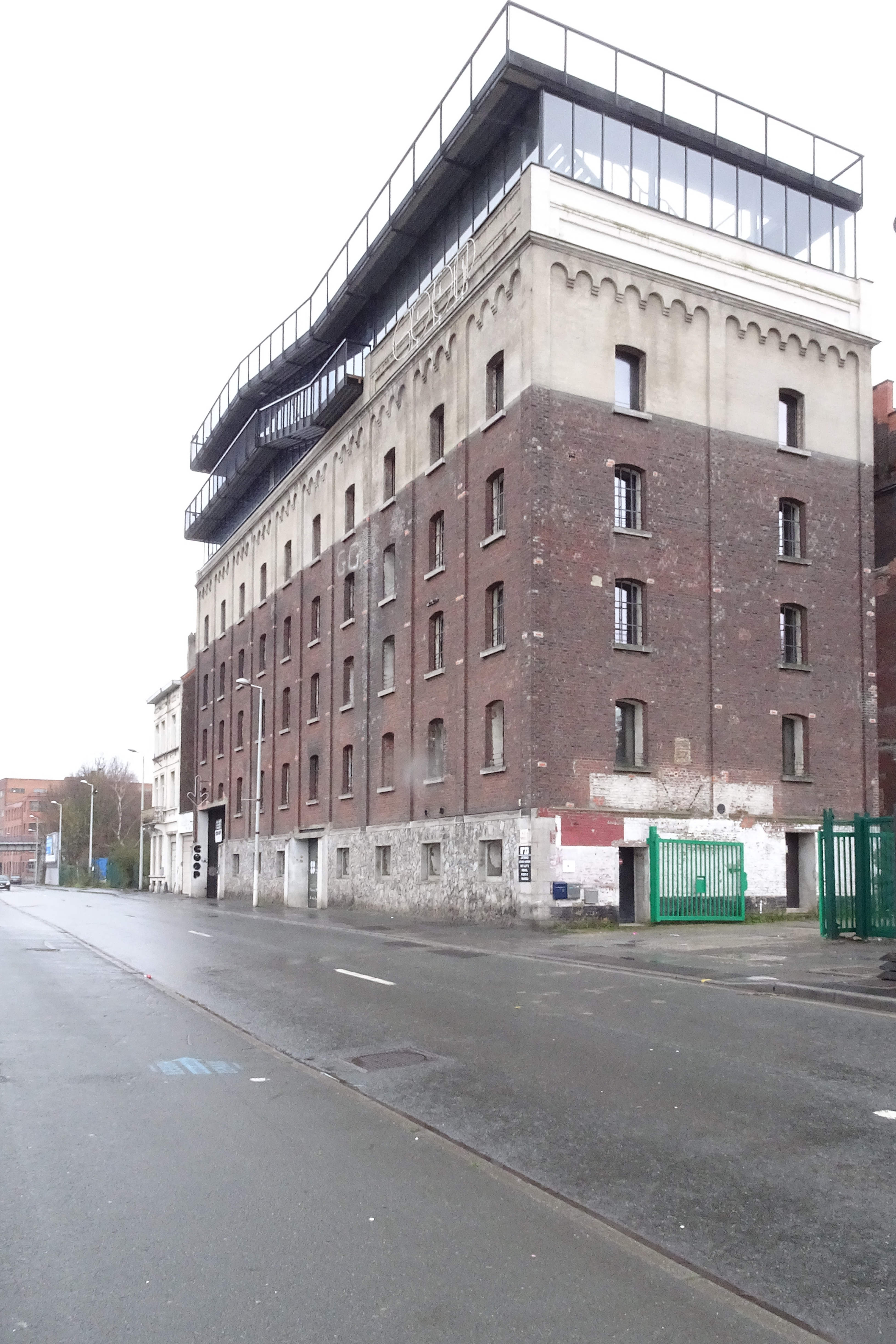
COOP

Le bâtiment COOP est localisé au sud de Bruxelles. Le projet est une reconversion d’une ancienne meunerie datant de 1903 en un pôle économique et socioculturel comprenant des espaces de travail pour les start-ups ou les organisations culturelles. Il se veut à la fois être un lieu de travail et d’apprentissage. En 1940, l’architecte Max Manfroid complète le site d’un bâtiment plus petit, à façade identique. La Meunerie Moulart est un des deux moulins dont les bâtiments subsistent à Bruxelles, c’est ainsi que le bâtiment sera sauvegardé. La Meunerie arrêtera ses activités en 1957. Elle poursuit alors la production de provende jusqu’en 1975. Les lieux destinés à la farine deviendront alors pour une courte période une confiserie afin de finalement servir comme dépôt de pneus jusqu’à intervention dans les années 2010 en lieu de devenir COOP.
Les rives ouest du canal, y compris les communes d’Anderlecht et de Molenbeek, sont stratégiquement situées au cœur d’une zone métropolitaine bruxelloise multipolaire. L’ensemble des espaces du COOP, y compris la toiture panoramique, le restaurant, le jardin sur le toit et les terrasses, permet au bâtiment de fonctionner comme un phare le long du canal et comme un point de repère qui relie le site avec le reste de la ville sur un niveau local. Le bâtiment devient l’incarnation du programme du centre d’interprétation: le bâtiment parle de la ville, la ville parle du bâtiment. Au-dessus du bâtiment d’origine, un volume panoramique transparent rappelle à la fois un phare et un paysage. Il apparaît comme un point de repère dans le tissu urbain relativement plat du canal. Cet élément permet un dialogue entre le bâtiment et son contexte urbain à grande échelle, tout en offrant de superbes vues panoramiques sur le canal, Anderlecht et le reste de Bruxelles. Il illustre la relation cruciale entre l’individu, le bâtiment, le quartier et la ville,.

### Maison communale d’Anderlecht
- 1875

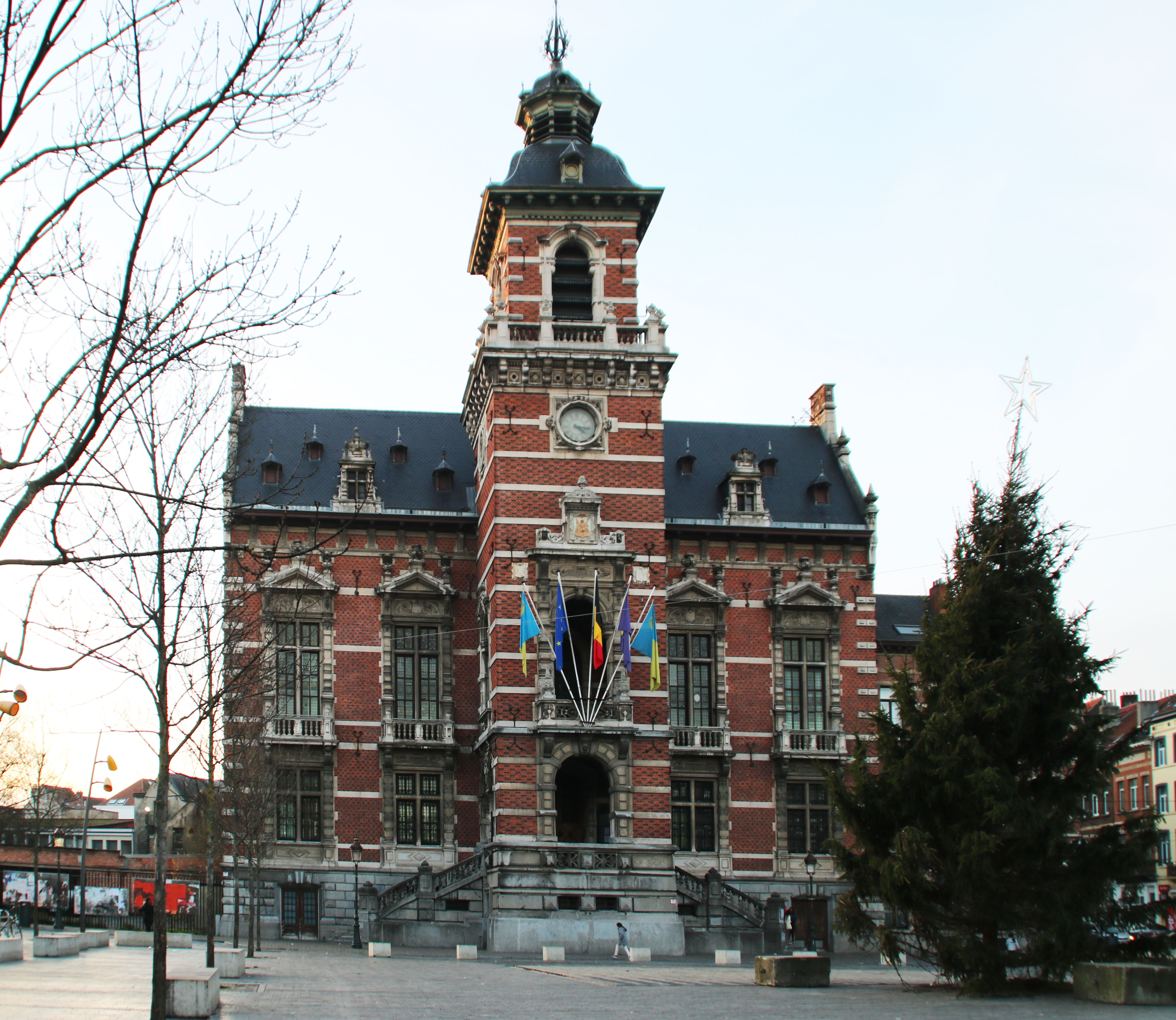
Maison communale Anderlecht.

- Place du Conseil 1, 1070 Anderlecht
- Public
- Maison Communale

La maison communale a été construite entre 1877 et 1879  par Jules Jacques Van Ysendyck, disciple de Viollet-Le-Duc. La société immobilière de Cureghem fait don à la commune de terrains afin d’y construire la maison communale, une place publique (place du Conseil) ainsi que des écoles communales, et ce dans le but d’attirer une population aisée faisant bâtir de belles demeures dans la fin du XIX et au début du XX. La maison communale est caractéristique du style néo-renaissance flamande, et se veut un symbole de prospérité et de puissance communale. Le bâtiment est très ornementé et s’impose par sa tour carrée en saillie, haute de 48 mètres. La façade compte cinq travées sur deux niveaux ainsi qu’un soubassement à bossage lisse. Très riche, elle associe “la pierre bleue du soubassement à bossage, l’alternance de briques rouges et noires formant des losanges et la pierre blanche d’Euville.” Le premier niveau comporte des fenêtres à meneaux droits, tandis que le bel-étage montre des fenêtres à balustrade, surmontées de frontons. Deux escaliers disposés de part et d’autre de la travée centrale en saillie permettent d’accéder au bâtiment. L’ornementation puise également dans le répertoire classique et baroque, avec entre autres frontons, colonnes composites, frises, pots à feu, etc. De 1898 à 1903, des travaux sont menés par l’architecte Ernest S’Jonghers afin de construire une aile arrière. Celui-ci reprend l’expression du bâtiment d’origine en la simplifiant. Il érige également deux tours dotées d’un toit en bulbe ainsi que de lanterneaux.,

### Tri Postal
- 1959

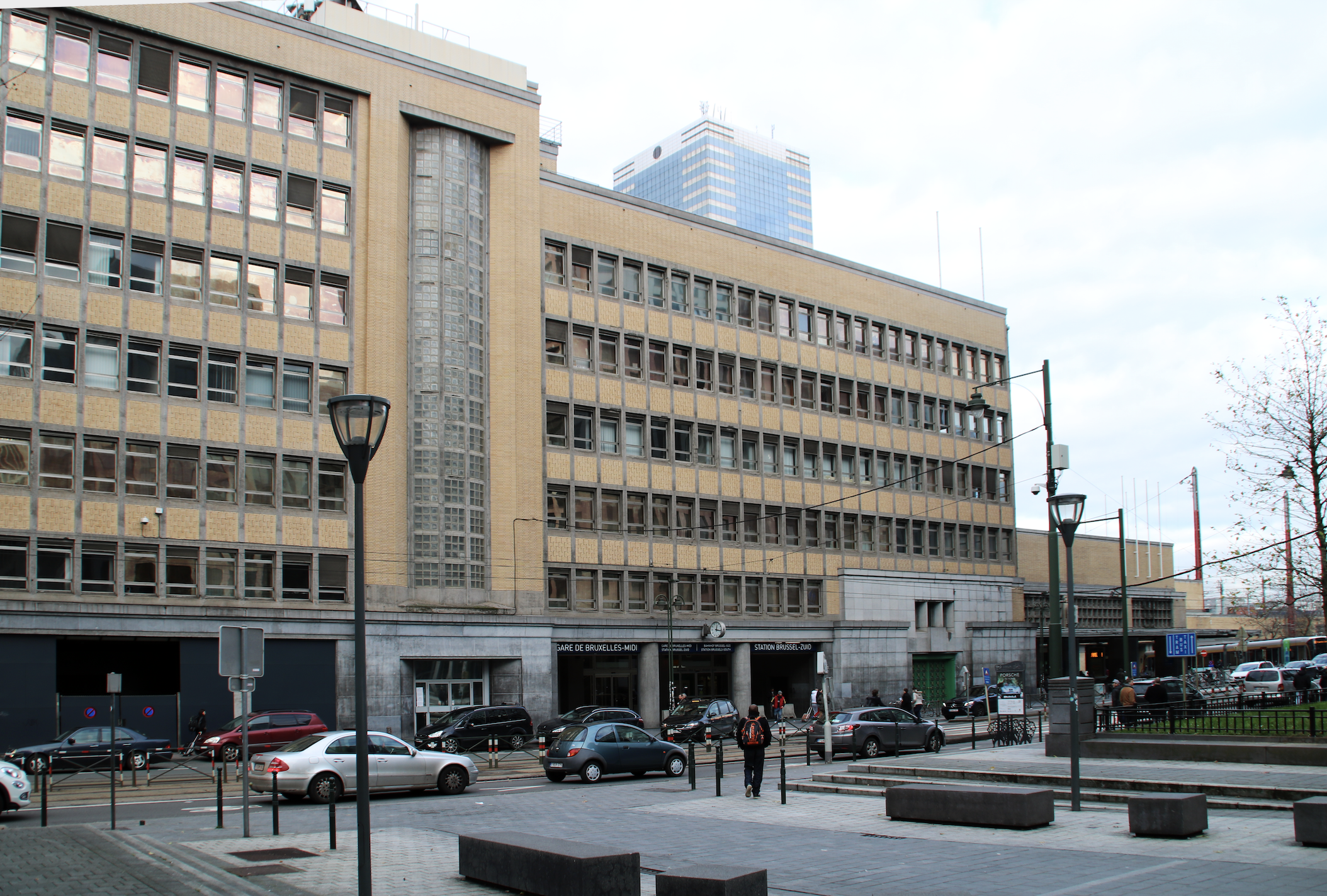
Bâtiment du tri postal.

- Avenue Fonsny 48, 1060 Saint-Gilles
- Public
- Centre de tri de l’agglomération bruxelloise.

Le long de l’avenue Fonsny se trouvent des immeubles administratifs inaugurés pour l’Exposition Universelle de 1958. Ceux-ci ont été construits par Adrien et Yvan Blomme, ainsi que Fernand Petit. Avec la gare du Midi, cet ensemble s’étend sur plus de 600 m. Le bâtiment du tri postal, situé au numéro 48 de l’avenue Fonsny, est une propriété de la SNCB et compte 30 000 m2 se développant sur une parcelle de 114 m de long pour seulement 14 m de profondeur. Cette faible profondeur a été compensée en construisant une partie du bâtiment en surplomb au-dessus des voies-ferrées, ce qui permet d’atteindre une profondeur totale de 29 m. Sa façade de 7 niveaux est symétrique et est composée aux étages d’un mur rideau. La partie centrale est en ressaut, et ses extrémités se terminent par des pans de murs aveugles, accueillant des reliefs allégoriques en pierre bleue de Gustave Jacobs et Rolf Ledel. Le toit dispose d’une plateforme pour hélicoptères, tandis que le rez-de-chaussée, de même hauteur que celui des bâtiments voisins afin de conserver la cohérence des façades, comporte des piliers inclinés en béton entre lesquels s’ouvrent neuf entrées carrossables.
Ce bâtiment est désaffecté et inoccupé depuis de nombreuses années. À l’intérieur, le rez-de-chaussée abrite le bureau de poste, avec des sols pavés de marbres gris et noirs, comptoirs et lambris de marbre. Les étages contiennent les salles de tri, tandis que le dernier niveau abrite les cuisines, la bibliothèque, le mess etc.

### Dépôt des tramways bruxellois
- 1900

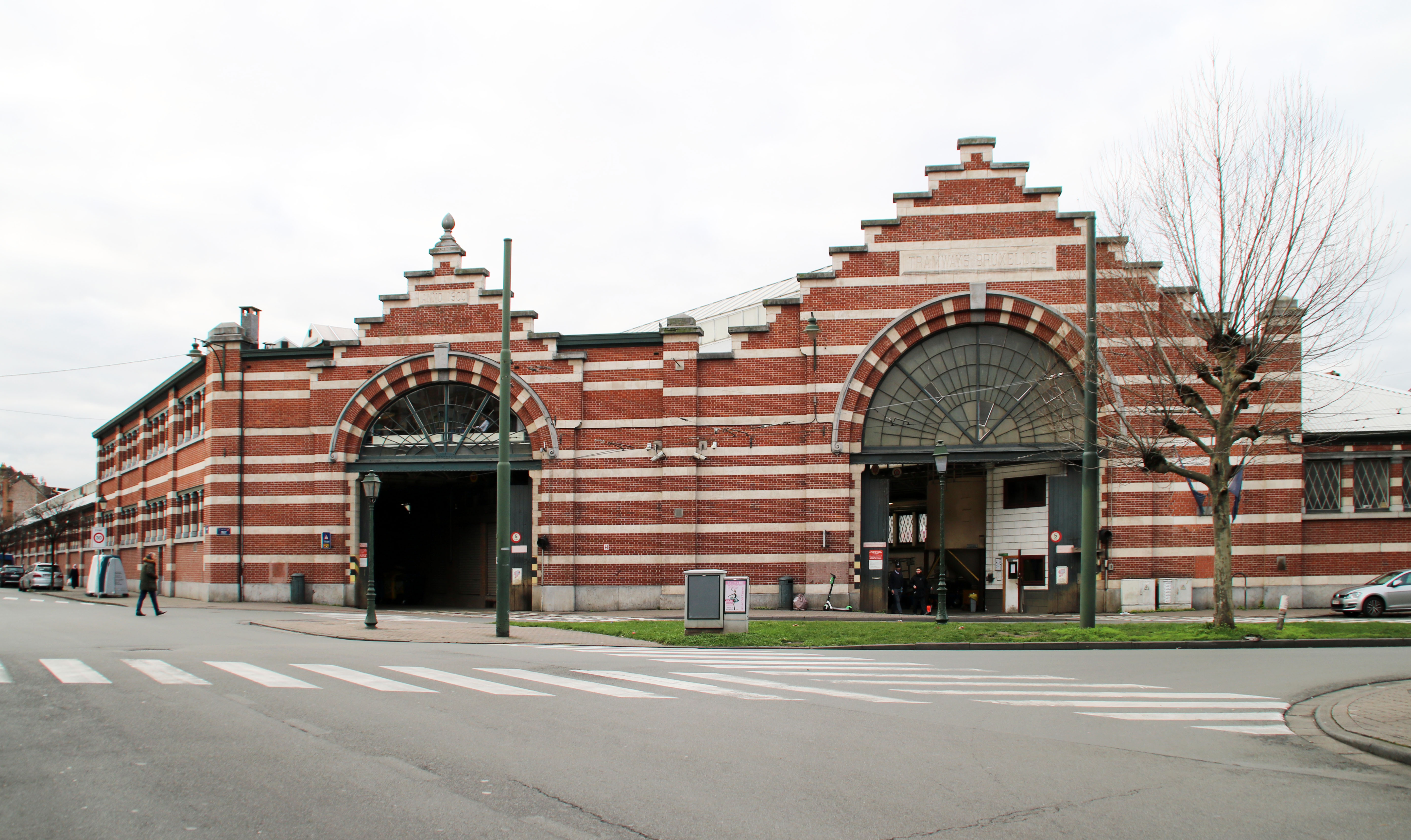
Dépôt des tramways bruxellois de l'avenue du Roi

- Avenue du Roi 19, 1060 Saint-Gilles
- Public
- Dépôt de Tram

Il s’agit d’une remise pour les trams, d’inspiration Néo-Renaissance Flamande et construite en 1900 par Jean et Pierre Carsoel pour la SA Les tramways bruxellois. Ceux-ci réalisent également une habitation dans le même style, au 211 rue de Mérode. Elle présente deux longues façades parallèles, de 150 et 190 m, qui flanquent la façade principale, longue de 48 m, située sur l’avenue du Roi. On peut y voir deux pignons à gradins et bandeaux de pierre, qui se détachent d’un fond de brique rouge. Chaque pignon est percé d’une grande entrée, sous une imposte métallique. Ils montrent également une baie d’imposte à arc en plein cintre, avec un châssis métallique rayonnant.
On peut lire sur ces pignons les inscriptions “anno 1900” ainsi que “tramways bruxellois”. À l’angle de la rue de Belgrade se trouve une travée biaise dans laquelle s’ouvre une autre entrée sous imposte métallique. Sur le petit pignon à gradins, un relief en pierre blanche montre une roue ailée ainsi que les initiales T et B pour Tramways Bruxellois. Le dépôt des tramways est composé d’un seul niveau, rythmé par des piliers engagés. Sa façade est composée de brique rouge, de pierre bleue en partie inférieure, ainsi que pour les degrés des pignons et les archivoltes, et de pierre blanche pour les bandeaux et reliefs,.

### Piscine communaleVictor Boin
- 1905

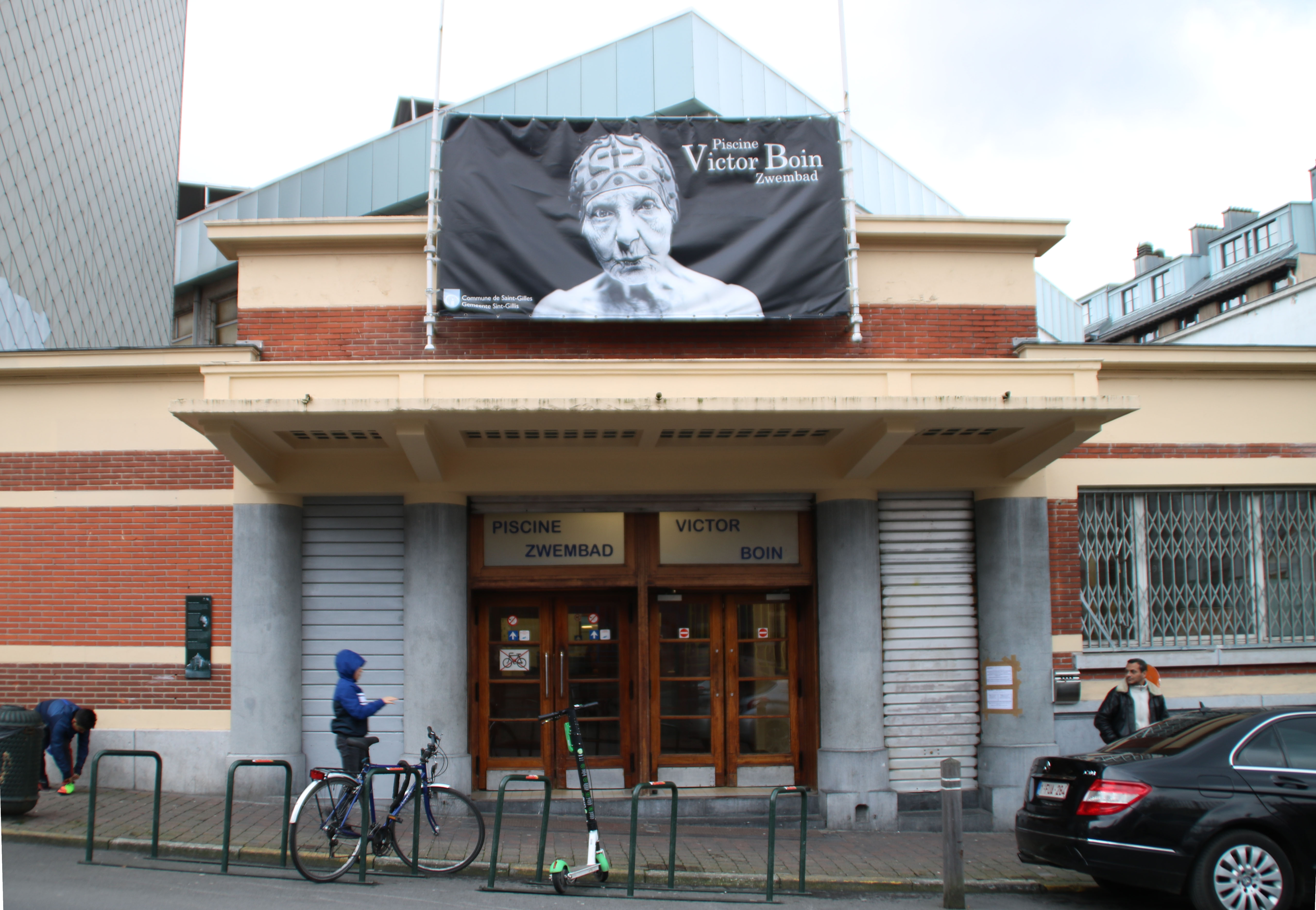
Piscine Victor Boin.

- Rue de la Perche 38, 1060 Saint-Gilles
- Public
- Bassin de natation

Inaugurée le 5 février 1905, la piscine communale Victor Boin disposait à son ouverture d’un bassin de natation de 33 mètres sur 13, de bains turcs et russes, de douches, de bancs solaires et d’une cafétéria. La piscine Victor Boin se situe à l’angle de la rue du Fort, sur les plans des architectes Cooreman et Jules Rau. Elle est considérée à l’époque comme “l’une des plus modernes et des plus perfectionnées de l’agglomération bruxelloise”. Entre 1938 et 1940, la commune entreprend des travaux pour donner une deuxième jeunesse à la piscine.
Le bâtiment acquiert alors un style Art-Déco, sous la direction de l’architecte-inspecteur communal Richard Ingelbrecht. Le bassin était couvert d’une charpente métallique soutenue par des colonnes en fonte, et était bordé de cabines de bain individuelles. À la suite des transformations en 1938-1940, le toit vitré d’origine fut remplacé par un toit métallique. La piscine prend le nom de Victor Boin en 1974, à la suite du décès d’un ancien champion de natation. Aujourd’hui, les bains sont inaccessibles pour cause de travaux. La cafétéria hexagonale n’est plus opérationnelle et a été reconvertie en espace d’attente,,.

### Barrière de Saint-Gilles

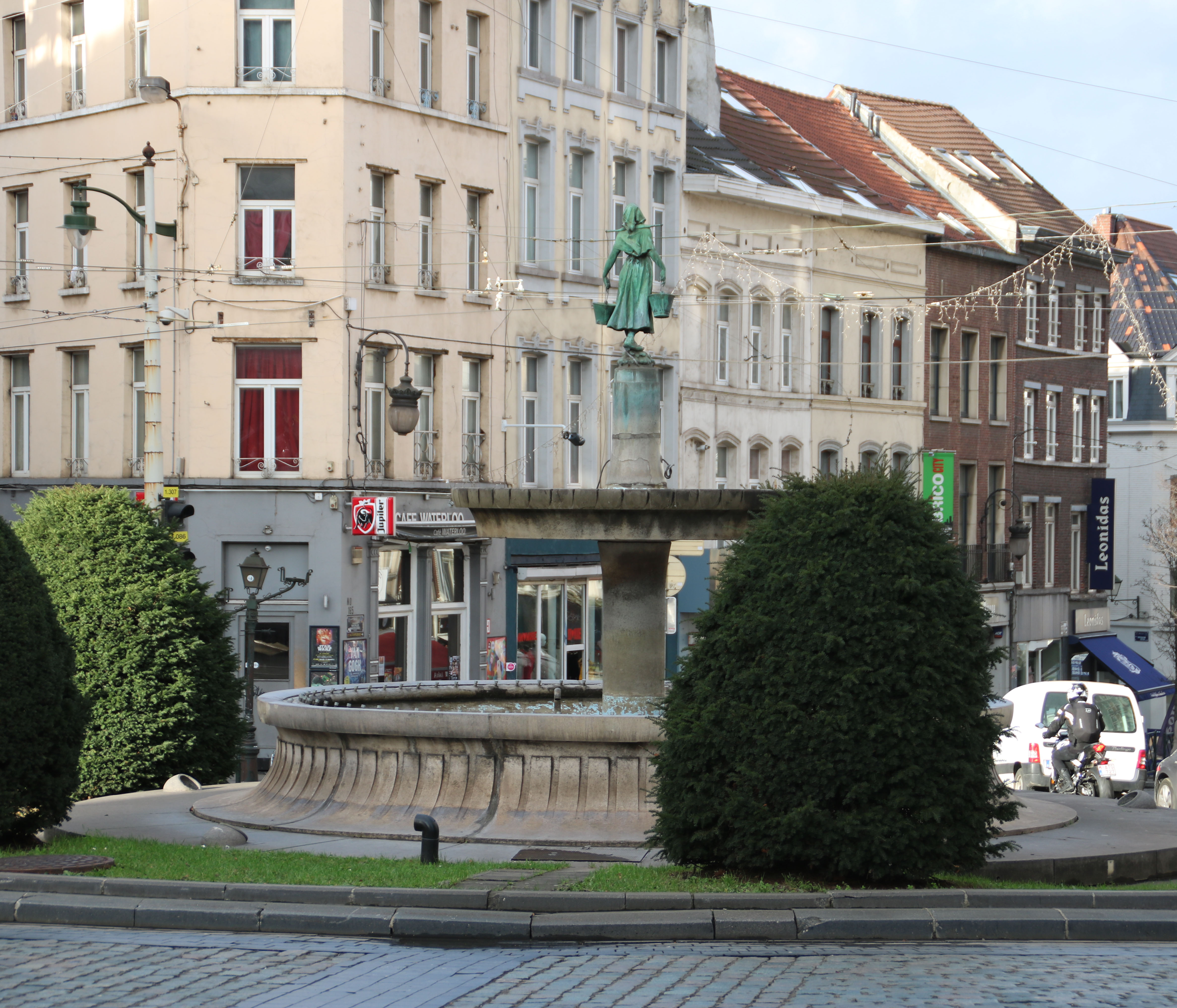
Barrière de Saint-Gilles.

- XVIe siècle : construction des 3 moulins qui donnèrent le nom dewintmolenberch
- XVIIe siècle : barrière d’octroi
- 1727 : tracé de la Chaussée de Waterloo
- Barrière de Saint Gilles, 1060 Saint-Gilles
- Carrefour

La Barrière de Saint-Gilles, Bareel van Sint-Gillis en néerlandais, est une place située à l’intersection de la chaussée de Waterloo, de l’avenue Paul Dejaer, de la chaussée d’Alsemberg, de l’avenue du Parc, de la rue Théodore Verhaegen et de la rue de l’Hôtel des Monnaies. Il s’agit d’un lieu-dit déjà présent au XVIIe siècle : à l’époque, il existait un péage au bout de la rue d’Alsemberg, premier point de perception sur la route Bruxelles-Trèves. On y payait l’octroi, taxe perçue autrefois par les municipalités lors d’importation de marchandises. En 1860, l’octroi fut supprimé en Belgique. Le péage fut supprimé entre 1865 et 1868. Ce site était autrefois dénommé wintmolenberch, en raison des trois moulins à vent qui s’y dressaient depuis le XVIe siècle.
Ces moulins étaient affectés à la mouture des écorces et de la drêche, ensuite à celle de la poudre. Leur destruction eut lieu en 1672, lors de l’édification du fort de Monterey. Ce carrefour devint un nœud de communication très important lorsque la chaussée de Waterloo fut tracée en 1727. Il permettait de connecter le sud de Bruxelles avec les villages adjacents. On trouve au centre de la place la statue de la “Porteuse d’Eau”, par Julien Dillens. Elle fut placée en 1900, pour célébrer l’adduction des eaux du Bocq vers Bruxelles. Cette statue rend hommage à une jeune fille réelle, chargée d’abreuver les chevaux qui tiraient l’omnibus depuis le centre-ville. En effet, à partir de 1871, la barrière constituait le terminus des “omnibus à chevaux de la Bourse”,.

### Institut Saint-Luc Jean Béthune et Institut Saint Jean-Baptiste de la Salle
- 1892-1904

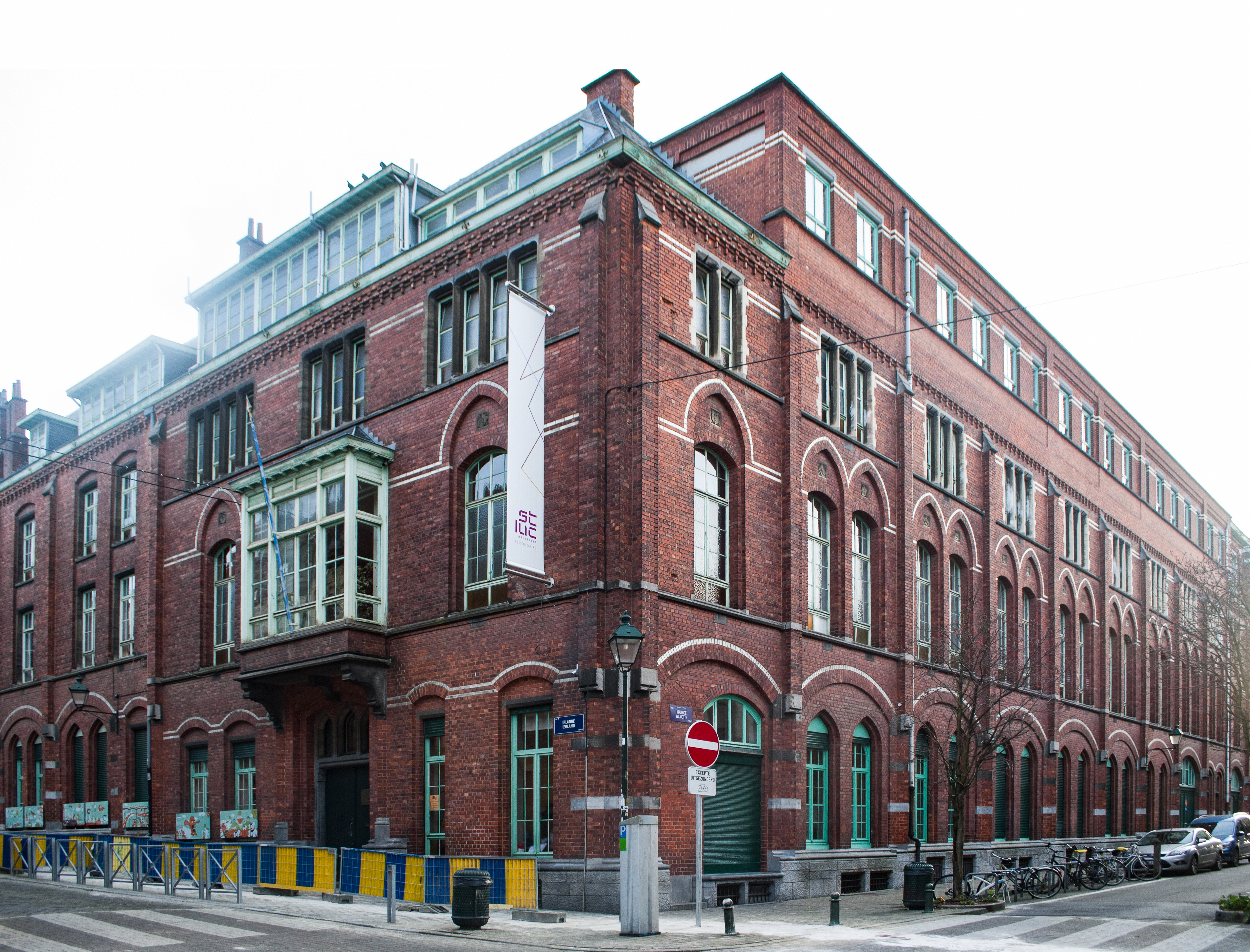
Institut Saint Luc Jean De Béthune.

- Rue Moris 19 et Rue d’Irlande 59, 1060 Saint-Gilles
- Public
- Établissements scolaire

Ces deux écoles occupent un îlot de 94 ares, délimité par les rues d’Irlande, Maurice Wilmotte, d’Espagne et Moris. L’Institut Saint-Luc occupe la partie nord-ouest, dont l’accès se trouve rue d’Irlande, tandis que l’Institut Saint Jean-Baptiste occupe la partie sud-est, avec son entrée principale rue Moris. En 1863, la première école Saint-Luc (Saint patron des médecins et des artistes) est créée à Gand par le Frère Marès, chargé de donner une impulsion nouvelle à l’enseignement artistique catholique dans la capitale.
Entre 1892 et 1904, avec le soutien financier, politique et spirituel de membres de la haute bourgeoisie tels que la baronne de Monin-Rendeux, il concrétise son projet et crée 3 écoles sur un même site : une école supérieure, l'l’Institut Saint-Luc, une école secondaire, Saint-Jean-Baptiste de la Salle, ainsi qu’une école primaire gratuite pour la petite bourgeoisie et les pauvres, aujourd’hui disparue et annexée à l’Institut Saint-Jean-Baptiste. Les écoles s’organisent autour de plusieurs cours intérieures. Trois grandes phases de construction sont distinguées : la première, avec de longs bâtiments néogothiques en briques, sous-toit en bâtière, et chapelle partagée par les différents établissements ; la deuxième comprend la construction d’un vaste bâtiment de style Art-Déco ; la troisième reprend des modifications des dispositifs d’entrée et l’édification d’une nouvelle aile,.

### Parvis etÉglise de la Trinité
- 1847-1907

à cheval sur deux communes :
- 1060 Saint-Gilles
- 1050 Ixelles
- Public
- Édifice religieux

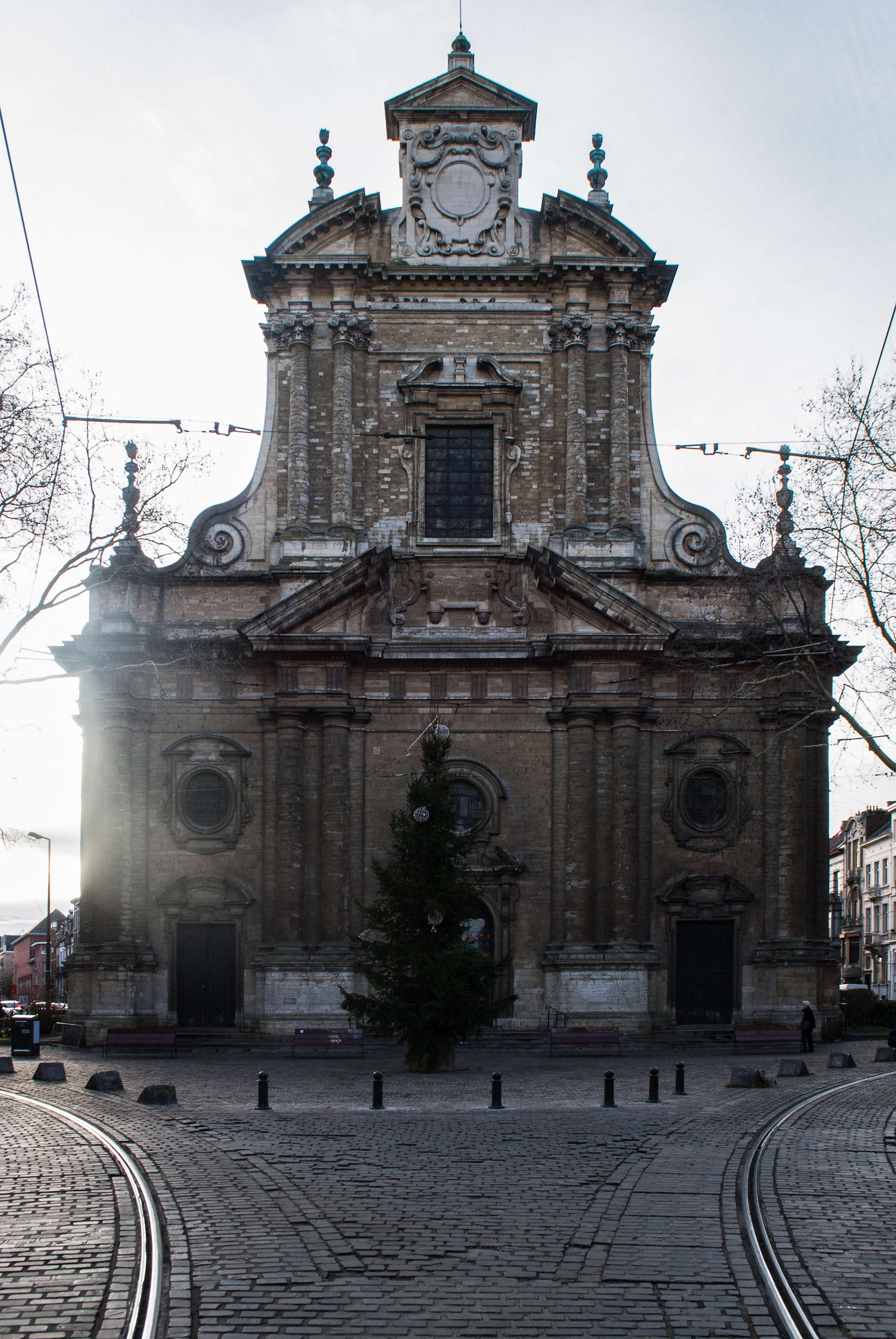
Église de la Sainte-Trinité (Ixelles).

En 1864, dans la continuité de l’aménagement de l’avenue Louise (1847), Léopold Ier lance un programme de développement et d’urbanisation du quartier Ten Bosch. L’arrêté royal de 1864 dresse le plan général d’alignement pour l’ouverture de rues et places sur le territoire compris entre l’avenue de la Cambre et les chaussées de Waterloo et de Charleroi. Entre 1847 et 1857, il y fait construire une chapelle provisoire financée par le banquier G. Brugmann, qui offre également le terrain sur lequel elle sera édifiée. En 1893, la fabrique d’église de la Sainte-Trinité reçoit la façade de l’église des Augustins, démontée pierre par pierre car représentant un obstacle à l’aménagement de la place De Brouckère. “Il s’agit de l’un des premiers exemples connus à Bruxelles de démontage et déplacement de parties d’un édifice, avec restitution des volumes et respect de la vocation de l’édifice originel.” La première phase d’édification du bâti s’étend de 1874 à 1899. Elle est essentiellement constituée de maisons bourgeoises. La vocation commerciale de la rue se marque dès le début du XXe siècle.
En 1897, un arrêté royal fixe la création d’un parvis circulaire devant l’église de la Sainte-Trinité. Les bâtiments qui l’entourent sont des immeubles de rapport à rez-de-chaussée commercial, de gabarit identique, et sont construits entre 1903 et 1907. Leurs façades, de type éclectique ou d’inspiration néoclassique, sont légèrement concaves.

### Ancien Manège des tramways bruxellois
- 1881

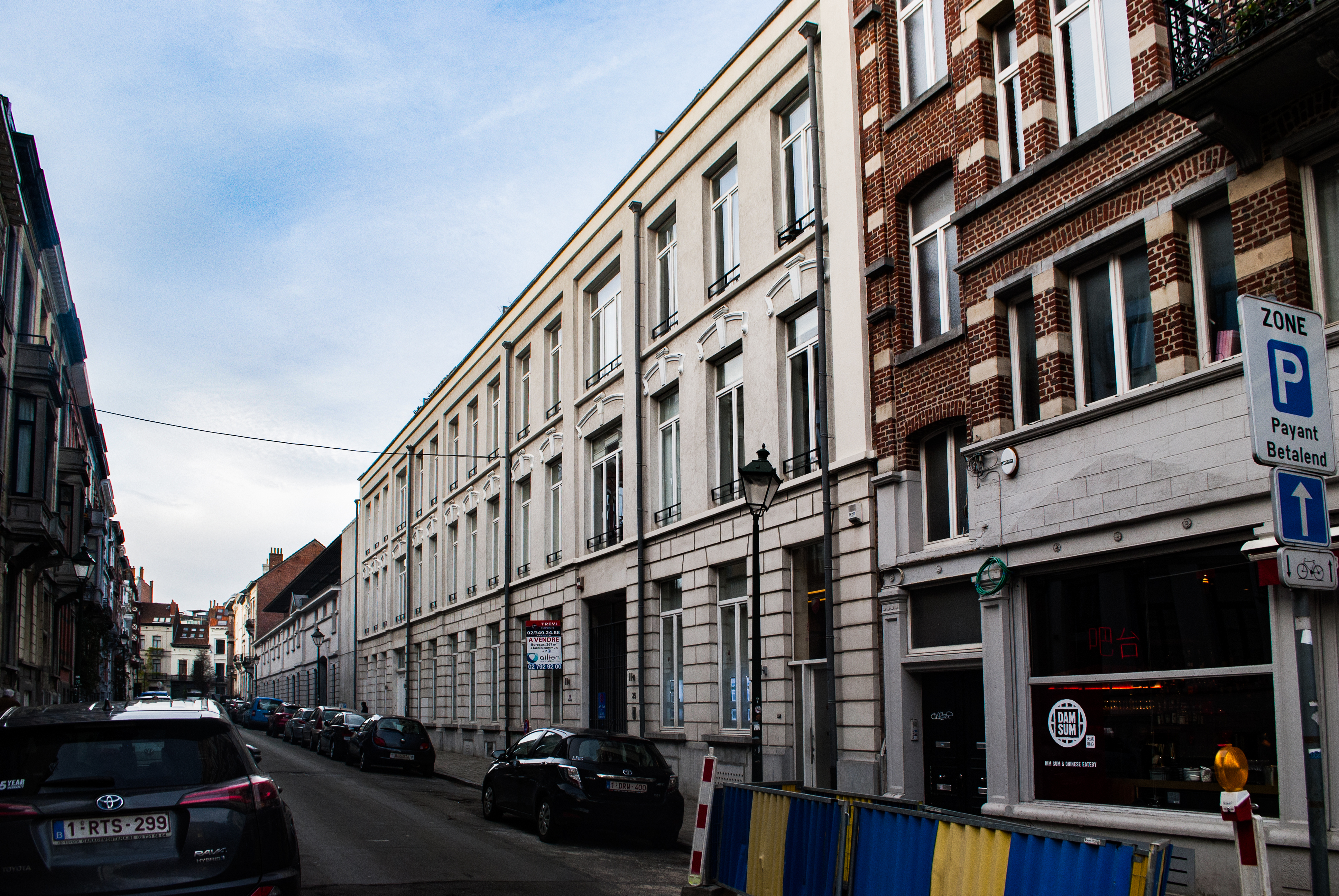
Ancien Manège des tramways.

- Rue de l’Amazone 35-37, 49-51, 1060 Saint-Gilles
- Public
- Dépôt de tramway.

Le Manège des tramways bruxellois est un large complexe conçu en 1881 pour la “Compagnie des petites voitures de place”. Le bâtiment a connu plusieurs modifications au fil du temps.La première était une démolition partielle vers 1900, côté Bailli, à la suite de l’édification du parvis de la Trinité. Vers 1921, eut lieu la seconde transformation, il s’agissait de modifier les plans et de surhausser le bâtiment d’un étage. Elle a été effectuée par Georges Hobé. De 1924 à 1935, les lieux étaient occupés par le premier comptoir et garage des établissements Citroën en Belgique.
Le complexe fut désaffecté en 1989. En 2001, un permis de bâtir est obtenu, ayant pour programme la rénovation d’un bâtiment classé ainsi que la construction d’extensions contemporaines.
“Les façades à rue sont conservées, pour être intégrées dans des immeubles de logement et de bureaux de plus grande ampleur, un projet qui est actuellement mené par l’Immobilière des Quatre-Bras.Le projet nommé Le Manège fut livré en 2004 par l’agence FCM Architectes, “de nouveaux éléments contemporains ont été intégrés à la structure existante permettant la création d’une piscine intérieure, une salle de gymnastique, un jardin bordé d’arbres matures, un espace de vie pouvant accueillir bon nombre de visiteurs",,.

### Place Eugène Flagey
- 1856

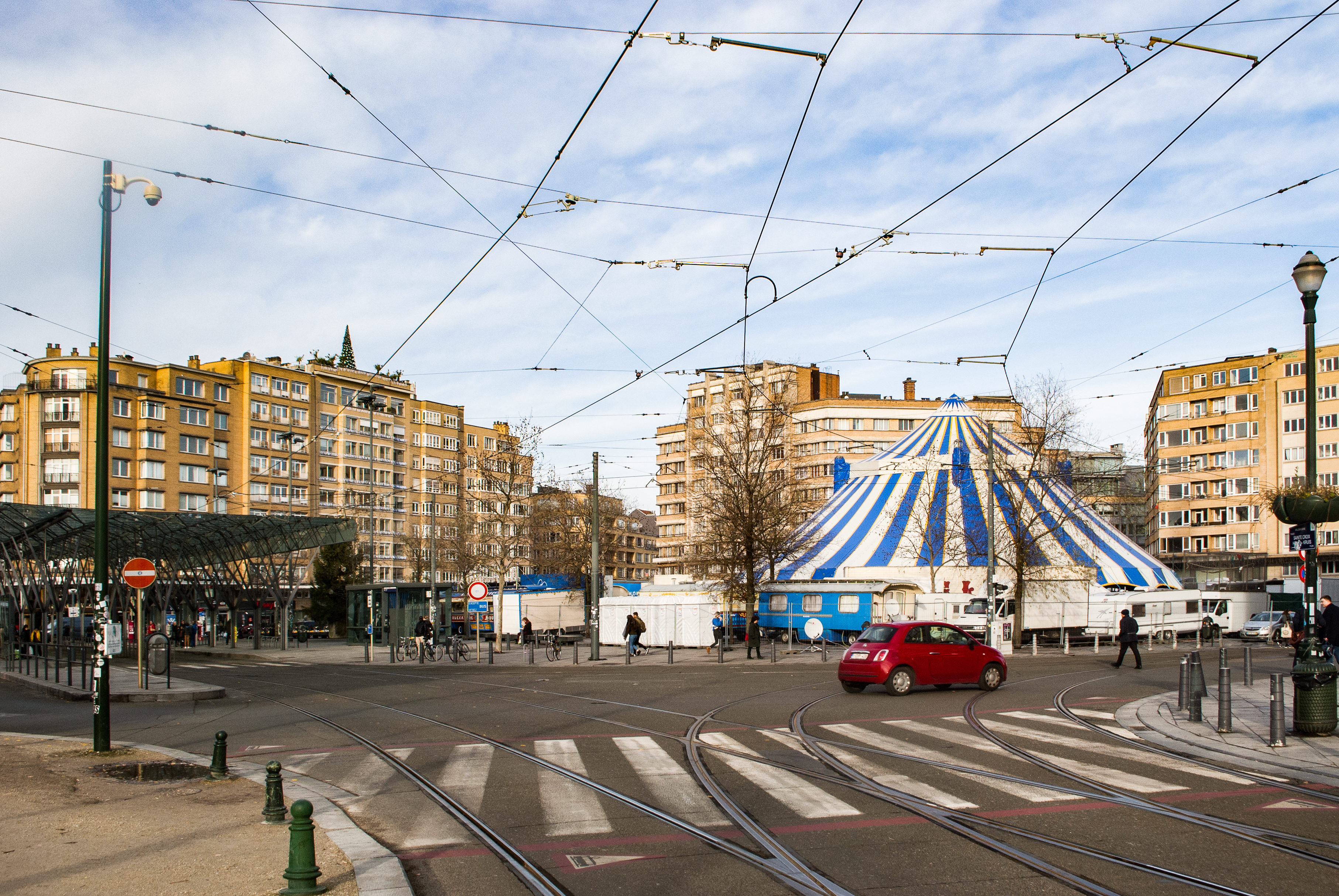
Place Flagey.

- Rue de l’Amazone 35-37, 49-51, 1060 Saint Gilles
- Public
- Place publique

Berceau du premier noyau villageois d’Ixelles, la place Flagey qui résulte de l’assèchement de la pointe nord d’un des étangs formés par le Maelbeek le Grand Étang (le Elssenvijver), a été amputé de sa pointe nord pour former la place Sainte-Croix, aujourd’hui place Eugène Flagey.
L’arrêté royal du 18 juin 1856 autorisa l’expropriation de la pointe nord du Grand Étang en vue d’y établir une place publique et une église. Le remblayage qui s’ensuivit provoque le départ des brasseurs dont les établissements devinrent des guinguettes. Un premier Plan relatif à l’ouverture de la place Sainte-Croix, dû à Victor Besme et daté du 20.04.1863, fut fixé par arrêté royal le 13 août 1864.
Initialement prévue au centre de la place, l’église fut déplacée en regard de celle-ci, à côté de l’estaminet La Maison blanche (soit à son emplacement actuel). Avec l’installation d’un kiosque à musique, d’un jeu de balle, d’un vélodrome, d’un marché hebdomadaire, d’un arrêt de tramway (dès 1873) et la création de nouvelles voies y aboutissant (les rues Malibran, de la Brasserie et Lesbroussart) en plus des chaussées d’Ixelles et de Boondael préexistantes, la place devint rapidement un petit centre en communication aisée avec les communes voisines.
Aujourd’hui, la place Flagey est l’un des endroits les plus fréquentés à Bruxelles. On y organise de nombreux événements tout au long de l’année (marchés hebdomadaires, cirques, foires...).

### Paroisse Saint-Antoine de Padoue
- 1906

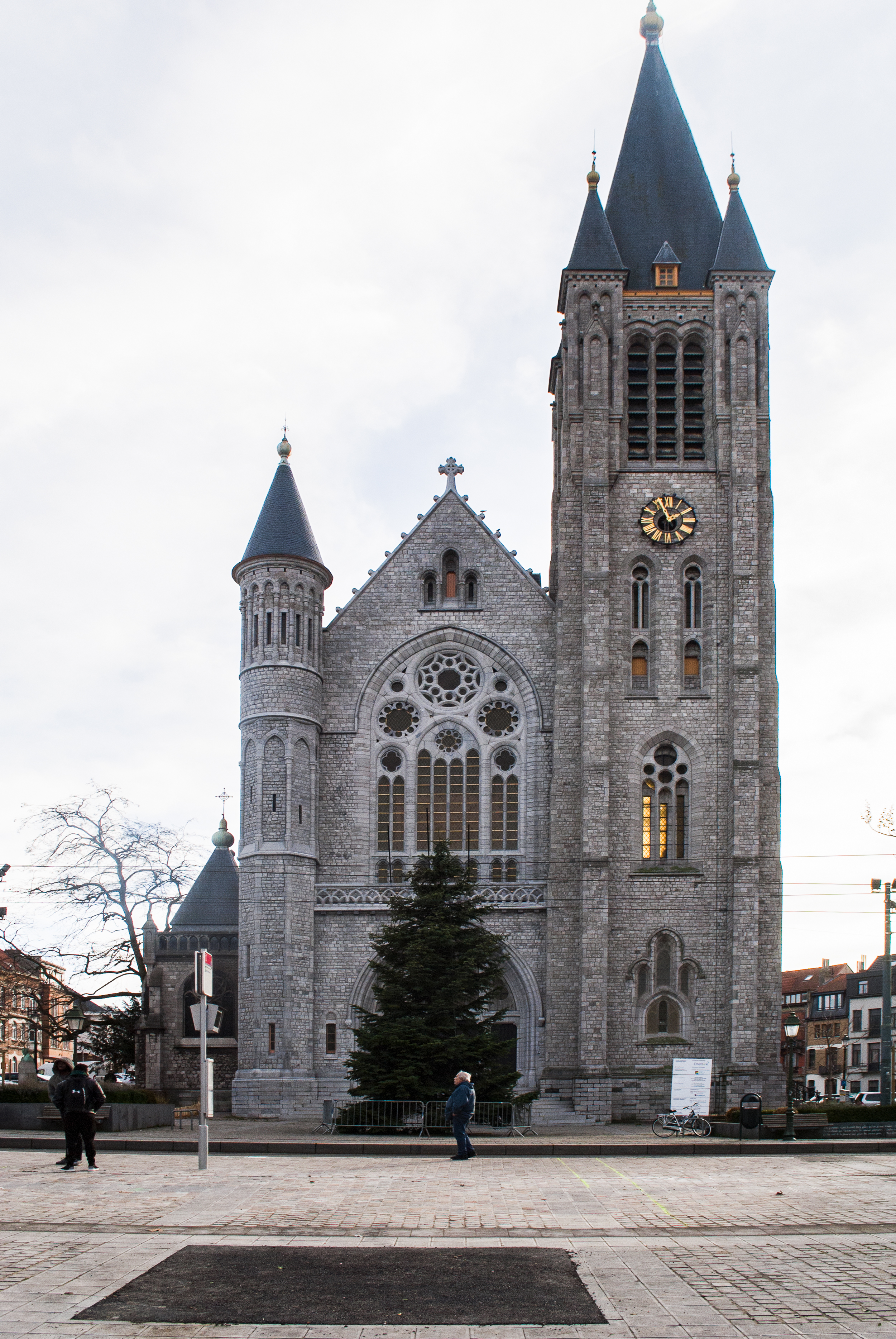
Paroisse Saint Antoine de Padoue.

- Place Saint-Antoine 1, 1040 Etterbeek
- Public
- Édifice religieux

Construite par les architectes Edmond Serneels et Georges Cochaux , entre 1905 et 1935, en style néogothique inspiré du style ogival de la fin du XIIIe siècle, l’église Saint-Antoine de Padoue trouve sa place dans le développement de la commune d’Etterbeek au début des années 1900, sur des terrains alors d’aspect campagnard.
Édifice de style néo-gothique, dans la tradition du style ogival de la fin du XIIIe siècle et du début du XIVe siècle. Sa construction débute en 1905 sur les plans des architectes Edmond Serneels et Georges Cochaux. Faute de ressources suffisantes,elle ne sera terminée qu’en 1935. Trois travées de la nef et le chœur furent terminées en 1906. L’inauguration aura lieu le 26 novembre, l’église reçut alors le titre de Saint-Antoine de Padoue.
En 1964, le chœur fut transformé sur les plans de l’architecte Dom Grégoire Watelet, et vers 1965, aura lieu l’aménagement d’une chapelle moderne dans la travée gauche, ainsi que la transformation du chœur et des pièces hors-œuvres sur des plans approuvés par les moines de l’abbaye de Maredsous,,.

### Centre d’enseignement secondaire d’EtterbeekErnest Richard
- 1914

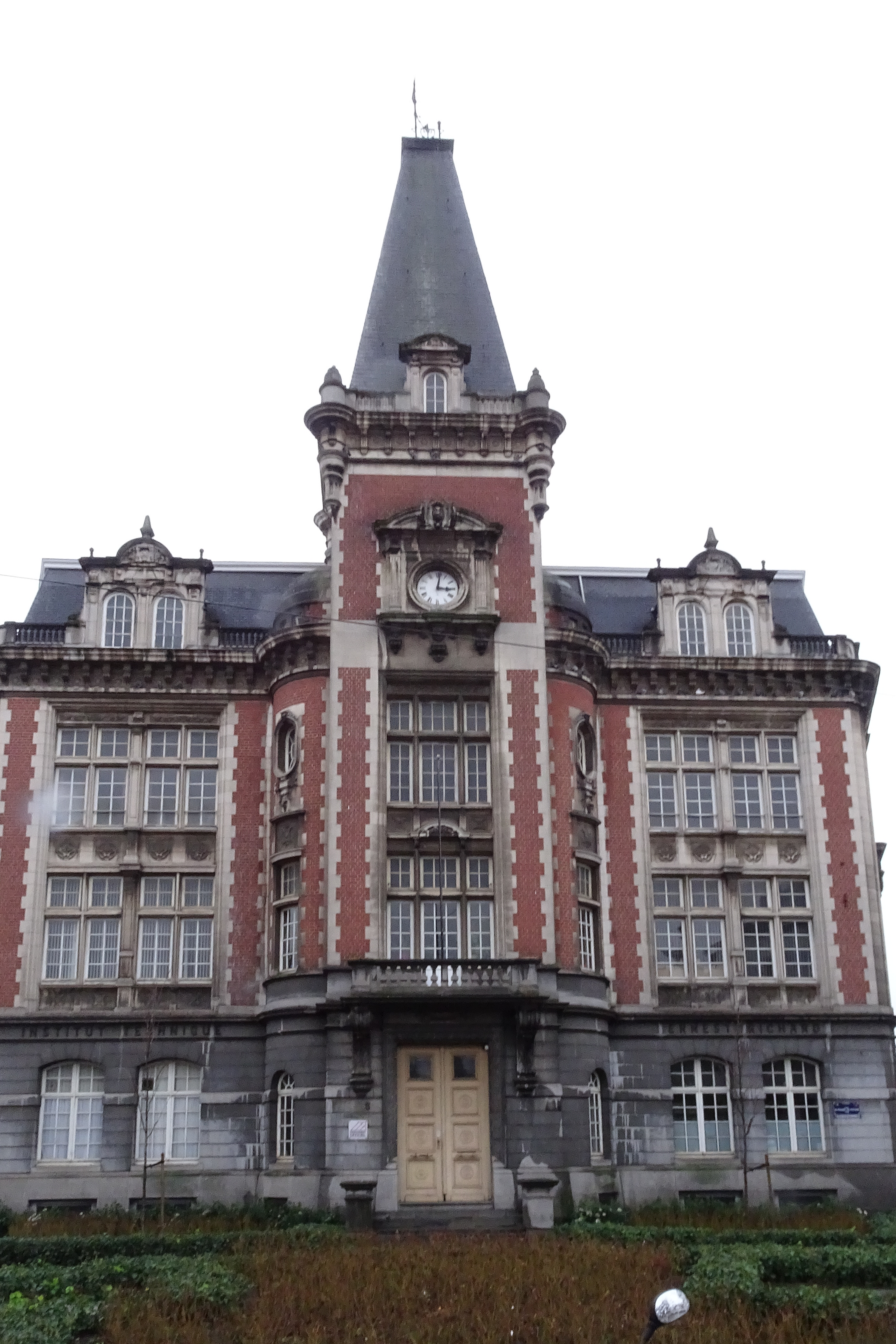
Centre d'enseignement secondaire Ernest Allard.

- Place Saint-Pierre 5, 1040 Etterbeek
- Privé
- Établissement scolaire

Fondé en 1933, il reçoit le nom d’un ancien parlementaire. Au début, cette école de filles partageait ses locaux avec l’actuel « Farandole ». Une partie des classes commerciales s’installera dans un immeuble à l’angle de l’avenue d’Auderghem et de la chaussée Saint-Pierre plus tard.
Depuis sa fondation, jusqu’en 1963, l’école fut dirigée par Simone Cregin (on retrouve d’ailleurs encore un buste de la directrice à hauteur du vestibule, réalisé par le sculpteur Adelaer). C’est à cette époque que l’Institut déménagea vers la place Saint-Pierre, no 5, dans un bâtiment conçu à l’origine comme justice de paix.
Aujourd’hui, l’école est spécialisée dans l’enseignement technique et professionnel. Elle organise les deux filières de l’enseignement secondaire qualifiant, permettant aux élèves diplômés d’aborder directement le monde du travail ou, s’ils le souhaitent, d’accéder aux études supérieures,.

### Musée royal de l’Armée et de l’histoire militaire
- 1910

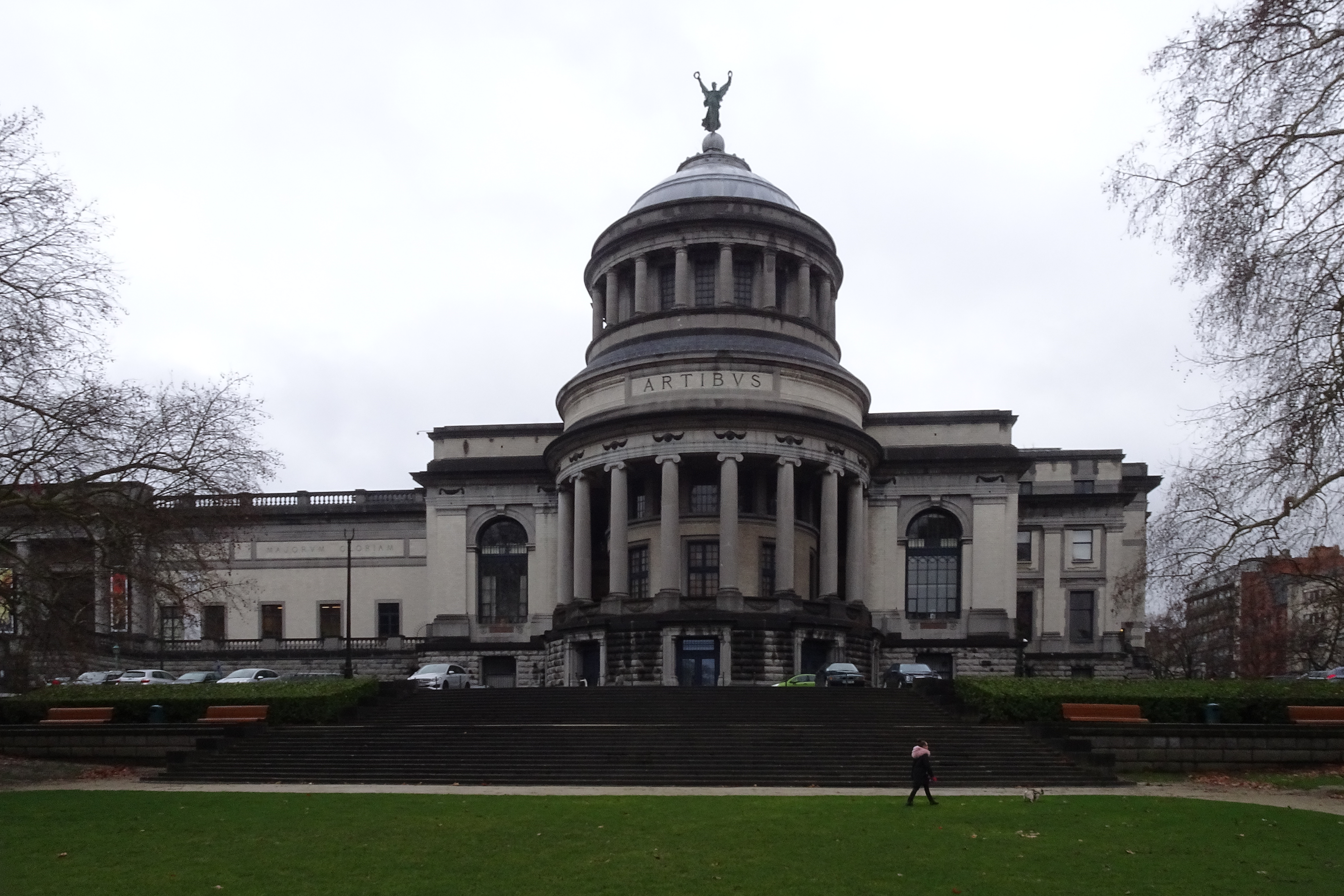
Musée Royal de l'Armée.

- Parc du Cinquantenaire, 1040 Etterbeek
- Public
- Musée

Le Musée royal de l’Armée naît dans le cadre de l’Exposition universelle de 1910 , à l’occasion de laquelle un jeune officier, Louis Leconte, rassemble plus de 900 objets illustrant le passé militaire de la Belgique.
Créé en vertu de l’arrêté royal du 28 novembre 1911, le musée s’installe tout d’abord à l’abbaye de La Cambre, dans les anciens locaux de l’École royale militaire. Ses collections s’étant considérablement enrichies, l’institution déménage en 1923 vers le complexe du Cinquantenaire, où elle s’installe progressivement dans les différents bâtiments de la partie nord.
En 1972, le musée inaugure la section Air et Espace dans la grande halle nord, qui avait au cours du temps accueilli diverses manifestations, hippiques, automobiles et aéronautiques. En 1980, la section des Blindés est créée dans le jardin intérieur, devenu une cour. À la même époque, le musée prend possession de l’espace situé au sommet de l’arcade, baptisé salle Titeca. Entre 1985 et 1987, le pavillon nord, entre-temps rebaptisé halle Bordiau, fait l’objet d’importants réaménagements par la Régie des Bâtiments. Elle abrite aujourd’hui la section dédiée aux conflits du XXe siècle. Enfin, en 1996, la cour triangulaire située à l’arrière de l’hémicycle accueille la section de la Marine,.